# محمد السنور
محمد أيمن السنور (بالإنجليزية: Mohammad Elsannour) مؤلف وروائي وصيدلي مصري، ولد بدولة الإمارات العربية المتحدة في العاصمة أبوظبي. حصل على عدة جوائز وترشيحات أدبية، وتمت ترجمة بعض مؤلفاته إلى الإنجليزية، وعُرف عنه دعمه لقضايا اللاجئين والحفاظ على الأصل العربي ومحاربة العنصرية.

## النشأة والتعليم
ولد ونشأ بدولة الإمارات العربية المتحدة في مدينة العين التابعة لإمارة أبوظبي، وحصل على بكالوريوس الصيدلة من جامعة الإمارات العربية المتحدة، ثم حصل على الماجستير في الكيمياء الحيوية، وبعد ذلك التحق بالماجستير في إدارة الموارد البشرية الدولية وماجستير في الابتكار الصحي من فرنسا والولايات المتحدة الأمريكية.

## مؤلفاته
- رواية «عضوية لويز» عن دار يافي للنشر والتوزيع صدرت عام 2019 وتم العمل على ترجمتها إلى اللغة الإنجليزية.[4]
- رواية «بلاسيبو» صدرت في عام 2020 عن دار رقمنة الكتاب العربي - ستوكهولم.[5][6][7]
- رواية «أم غافة» عن دار رقمنة الكتاب العربي - ستوكهولم سنة 2020.[1]
- رواية «لا أستطيع التنفس» عن دار رقمنة الكتاب العربي - ستوكهولم سنة 2020.[8][9] تم ترجمتها إلى اللغة الإنجليزية بواسطة مانويلا أليكس عام 2021.[10][11]
- رواية «شاص ودلة والقمر» صدرت عام 2022 عن دار الذاكرة للنشر والتوزيع.[2][12]

## مشاركاته
شارك في العديد من المعارض الدولية والعربية كمعرض القاهرة الدولي للكتاب ومعرض أبوظبي الدولي للكتاب ومعرض الشارقة الدولي للكتاب والمعارض العربية الأخرى، كما شارك في لقاءات خاصة وتلفزيونية.

## الجوائز والترشيحات
- جائزة أفضل رواية بوليسية في معرض القاهرة الدولي للكتاب 2020.[2]
- لقب مؤلف العام حسب ترشيحات منصة «أوثر أوف ميدل إيست».[2]
- رُشحت روايتيه «عضوية لويز» ضمن أفضل عشر مؤلفات لعامي 2019 و2020 حسب موقع "أرابيان بوك ريفيو" لمراجعة الروايات.[2][4]
- رُشحت روايتيه «لا أستطيع التنفس» ضمن أفضل عشر مؤلفات لعام 2020 حسب موقع "أرابيان بوك ريفيو" لمراجعة الروايات.[2]
- رُشح ضمن أفضل خمسة روائيين مصريين من الشباب حسب منصة "دنيا الوطن"[1]

## وصلات خارجية
- الموقع الرسمي للمؤلف محمد السنور